# Parcul Național Kakadu
Parcul național Kakadu este un parc situat în nordul Australiei. Este renumit pentru frumusețea naturală neatinsă ce îți taie respirația și varietatea florei și faunei. Suprafața parcului național Kakadu de aproape 20.000 km², poate fi împărțită în trei regiuni principale: zona pietroasă, pădurile de șes și mlaștinile de coastă.

## Istorie

### Prolog
Denumirea de Kakadu vine de la o greșeală de pronunție a numelui ‘Gagudju’ din limba aborigenă, vorbită în nordul parcului. Kakadu este din punct de vedere ecologic și biologic divers. Principalele caracteristici naturale protejate din cadrul parcului includ:
- patru mari sisteme riverane:
  - East Alligator River,
  - West Alligator River,
  - Wildman River și South Alligator River
  - întregul Alligator River;
- șase peisaje majore:
  - estuarele și departamentele mareei,
  - zonele de inundare,
  - șesurile,
  - piatra țării,
  - pădurile și
  - dealurile de sud și mlaștinile;
- o remarcabilă varietate și concentrare a faunei sălbatice:
  - peste 280 specii de păsări,
  - peste 60 specii de mamifere,
  - peste 50 specii de apă dulce,
  - peste 10 000 specii de insecte,
  - peste 1600 specii de plante.

Oamenii aborigeni au ocupat zona parcului continuu timp de 40 000 de ani. Parcul Național Kakadu este renumit pentru locurile sale de cultură aborigenă. Aici sunt înregistrate mai mult de 5000 de locuri ilustrând cultura aborigenă de acum mii de ani. Lucrările arheologice au demonstrat că aborigenii ocupau aceste meleaguri de acum 20 000 de ani, și posibil,până acum 40 000 de ani.

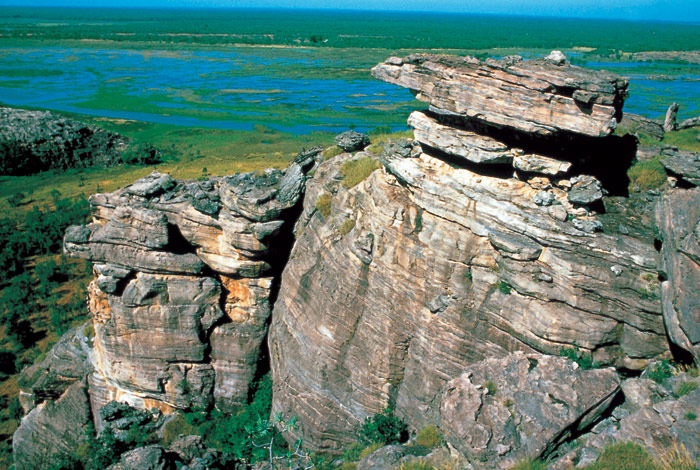
Zonele umede din Kakadu

Valorile culturale și naturale ale parcului au fost recunoscute internațional când a fost introdus pe Lista Patrimoniului Mondial UNESCO. Acesta este un registru internațional de proprietăți care sunt recunoscute ca fiind deosebit de culturale și natura având valori de importanță internațională. Kakadu a fost enumerat în trei etape: Etapa 1 în 1981, Etapa 2 în 1987 și întreg parcul în 1992.
Aproximativ jumătate din teren în Kakadu este teren Aborigen sub drepturile terenurilor Aborigene (Regiunea Nordică) în 1976 și cea mai mare parte din restul de teren este în prezent în curs de revendicare de oamenii Aborigeni. Domeniile parcului, care sunt deținute de oamenii Aborigeni sunt închiriate de către proprietarii tradiționali ai Directorului Parcurilor Naționale, care va fi administrat ca un parc național. Restul de domeniu este avere comună, terenuri dobândite în cadrul Directorului al Parcurilor Naționale. Tot parcul este declarat parc național în conformitate cu Protecția Mediului și Conservarea Biodiversității (1999).
Proprietari tradițonali Aborigeni din Parc sunt descendenți ai diferitelor grupuri de clan din Kakadu  și au pe termen lung  afilieri cu această țară. Stilul lor de viață s-a schimbat în ultimii ani, dar tradițiile vamale și credința rămân extrem de importante. Peste 500 de oameni Aborigeni trăiesc în parc, mulți  dintre ei sunt proprietari. Tot parcul este gestionat în comun de către proprietarii Aborigeni și „Guvernul Australiei al Departamentului de Mediu și Resursele de apă” printr-o divizare cunoscută ca Parcuri din Australia. Administrarea parcului este făcută de către Camera de Administrare a Parcului din 1999.

### Înființarea

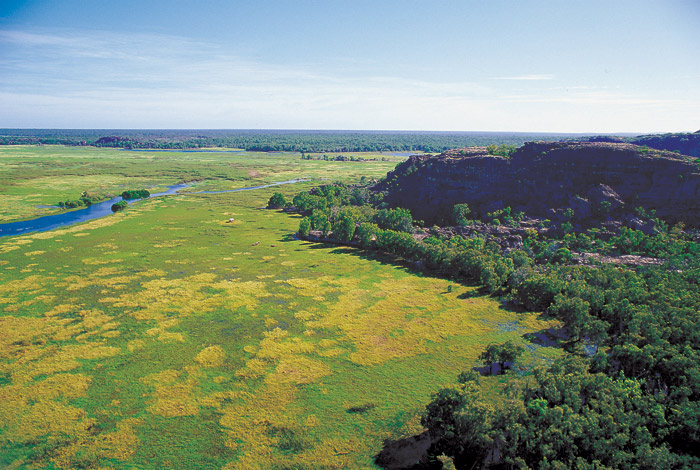
Peisajul Parcului

Kakadu a fost înființat într-un moment când comunitatea australiană a fost din ce în ce mai interesată în declararea parcurilor naționale pentru conservarea terenului și pentru a recunoaște interesele oamenilor Aborigeni. Un parc național în zona Râurilor Alligator a fost propus de la începutul anului 1965, dar nu a avut succes decât în 1978, lucru pentru care atunci, Guvernul australian făcea aranjamente pentru achiziționarea de titluri de pământ, cele care în prezent constituie Parcul Național Kakadu.

## Clima
Arborigenii au identificat șase anotimpuri diferite în calendarul din Kakadu, dar predominante sunt sezonul ploios și sezonul secetos (mai-octombrie). În sezonul secetos căldura și umiditatea se află la un nivel acceptabil, iar fauna este concentrată în jurul câtorva ochiuri de apă. Sezonul ploios este caracterizat de furtuni musonice care mătură câmpiile, ape care se revarsă în cataracte peste escarpament, ierburi tropicale luxuriante care invadează totul și căldură și umezeală sufocante.

## Flora
Flora parcului este cea mai bogată din partea de nord a teritoriului australian cuprinzând peste 2000 de specii de plante. Această bogăție este rezultatul formelor variate ale reliefului, precum și a habitatului. Kakadu este cunoscut ca unul dintre cele mai „buruienoase” parcuri din lume, 5,7% din totalul vegetației sunt buruieni. În anul 1995, Jurnalul Australian al Plantelor Rare și pe cale de Dispariție, identifica în parc 97 de specii de plante rare, vulnerabile sau  foarte puțin cunoscute. 
Vegetația parcului poate fi clasificată în 13 zone, dintre care șapte sunt dominate de o specie distinctă de eucalipt. Aceste zone cuprind mangrove, păduri tropicale de câmpie, luncă seyonieră, mlaștini.

## Fauna
Kakadu cuprinde peste 290 de specii de păsări (cam o treime din toate speciile de păsări australiene cunoscute), 26 de tipuri de broaște, 74 de specii de reptile, 68 de specii de mamifere și peste 10.000 de varietăți de insecte. Lista cu flora și fauna din Kakadu se lungește în permanență, iar unele specii precum Oenepelli python (descoperit abia in 1977) trăiesc probabil numai în parc. Fauna oferă unele dintre cele mai memorabile priveliști din Kakadu: berze Jabiru elegante, păsări galah sau coțofene de baltă care se aproprie în zbor de un ochi de apă, și crocodili de apă sărată care se lăfăie la soare în noroi. În parc trăiesc câteva mii de salties (crocodili de apă sărată) și fiecare ghid pare să aibăă o rezervă inepuizabilă de anecdote macabre despre aceștia.